# Обервёрресбах
Обервёрресбах (нем. Oberwörresbach) — община в Германии, в земле Рейнланд-Пфальц. 
Входит в состав района Биркенфельд. Подчиняется управлению Херрштайн.  Население составляет 150 человек (на 31 декабря 2010 года). Занимает площадь 1,40 км².